# Bridge FC

Vereinsabzeichen

Der Bridge Football Club (bis 2010: Julius Berger Football Club) ist eine nigerianische Fußballmannschaft in Lagos.

## Geschichte
Das 1975 gegründete Team ist im Besitz von Julius Berger Nigeria, einer zum Bilfinger-Berger-Konzern gehörenden Baufirma. Diese wird von Bilfinger Berger als Minderheitsbeteiligung geführt. Zwischen 1991 und 2002 gewann der Verein jeweils zwei Mal die Meisterschaft und den Pokal von Nigeria.
Der Julius Berger FC vertrat Nigeria auch in verschiedenen internationalen Wettbewerben des afrikanischen Kontinentalverbandes CAF. 1995 und 2003 erreichte der Verein jeweils das Finale des African Cup Winners’ Cup.
Im Verein spielten unter anderem Spieler wie Jonathan Akpoborie, Emmanuel Amuneke, Taribo West und Sunday Oliseh, die sich auch in Deutschland und bei anderen europäischen Vereinen durchsetzen konnten.
Nachdem das Unternehmen Julius Berger die Finanzierung des Clubs wesentlich einschränkte, setzte ein Niedergang der Fußballmannschaft ein, der in dem Abstieg aus der nigerianischen Premier League 2006 mündete. Seither spielt der Club in der Division 1.
„The Bridge Boys“, wie der Klub auch genannt wird, tragen ihre Heimspiele für gewöhnlich im Onikan Stadium aus, das eine Kapazität von 5.000 Zuschauern hat. Am 22. Dezember 2012 gab man aufgrund finanzieller Probleme den Ausstieg aus der Nigeria National League bekannt. Ob und wie es mit dem Verein weiter geht, ist bislang noch ungeklärt.

## Ehemalige Spieler (Auswahl)
- Mutiu Adepoju
- Yakubu Aiyegbeni
- Muisi Ajao
- Jonathan Akpoborie
- Emmanuel Amuneke
- Peter Ijeh
- Moussa Latoundji
- Seyi Olajengbesi
- Sunday Oliseh
- Taribo West
- Rashidi Yekini
- Mohammed Yusuf
- Obinna Nwaneri
- Patrick Ogunsoto

## Erfolge
- African Cup Winners’ Cup: 1995 (Finalist), 2003 (Finalist)
- Nigerianischer Meister: 1991, 2000
- Nigerianischer Pokalsieger: 1996, 2002